# Glasflügelwanzen

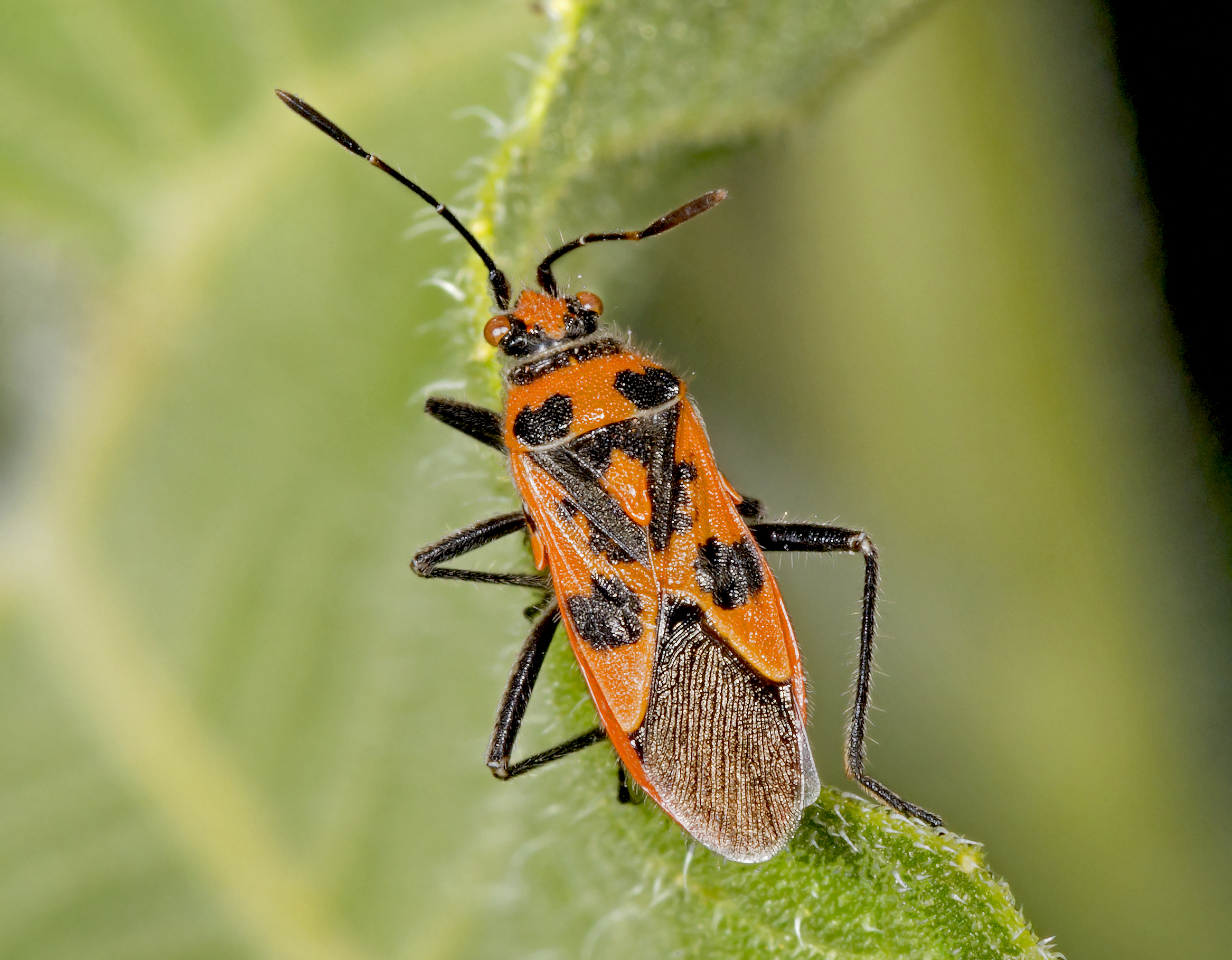
Zimtwanze (Corizus hyoscyami)

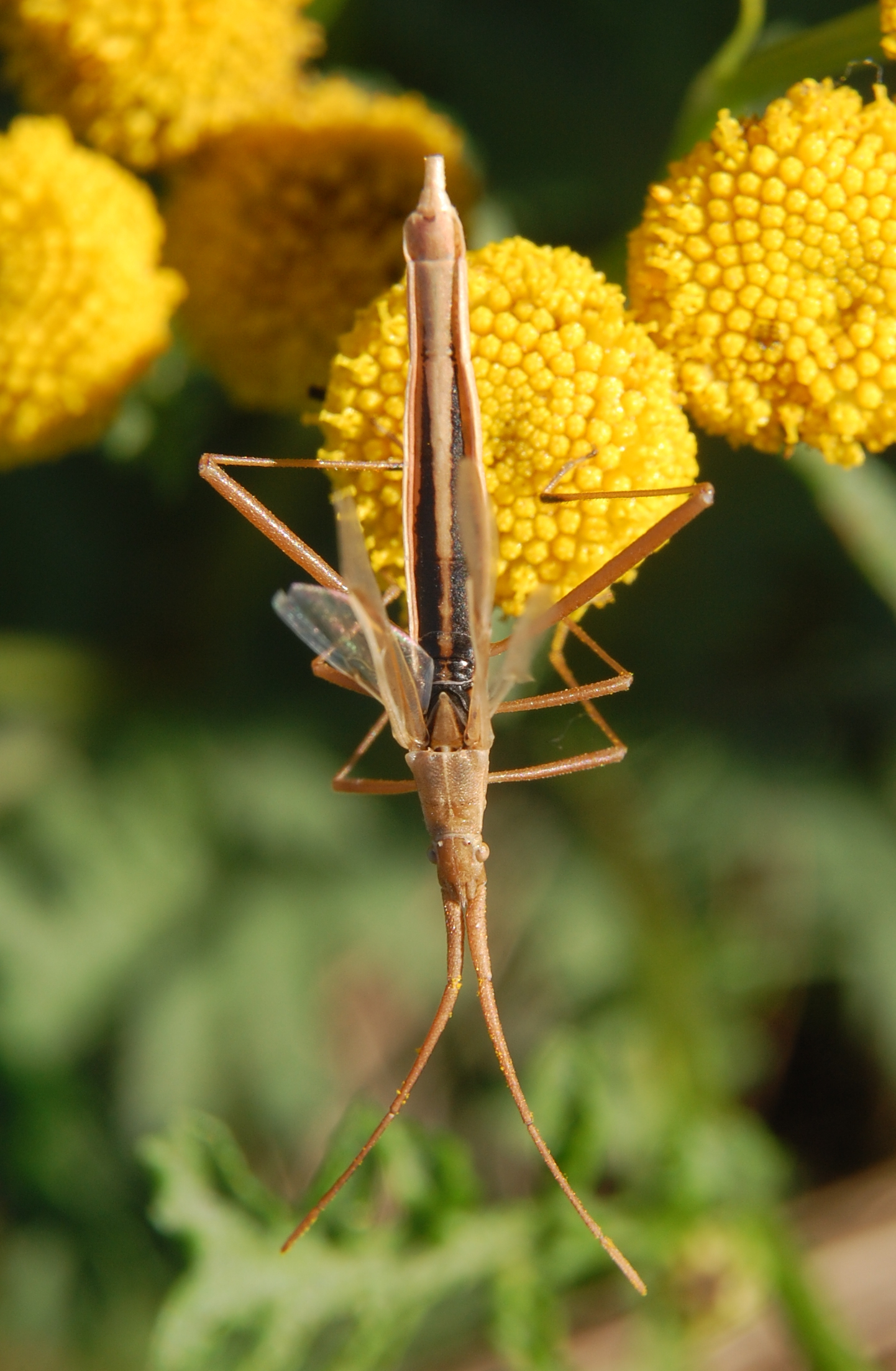
Chorosoma schillingii

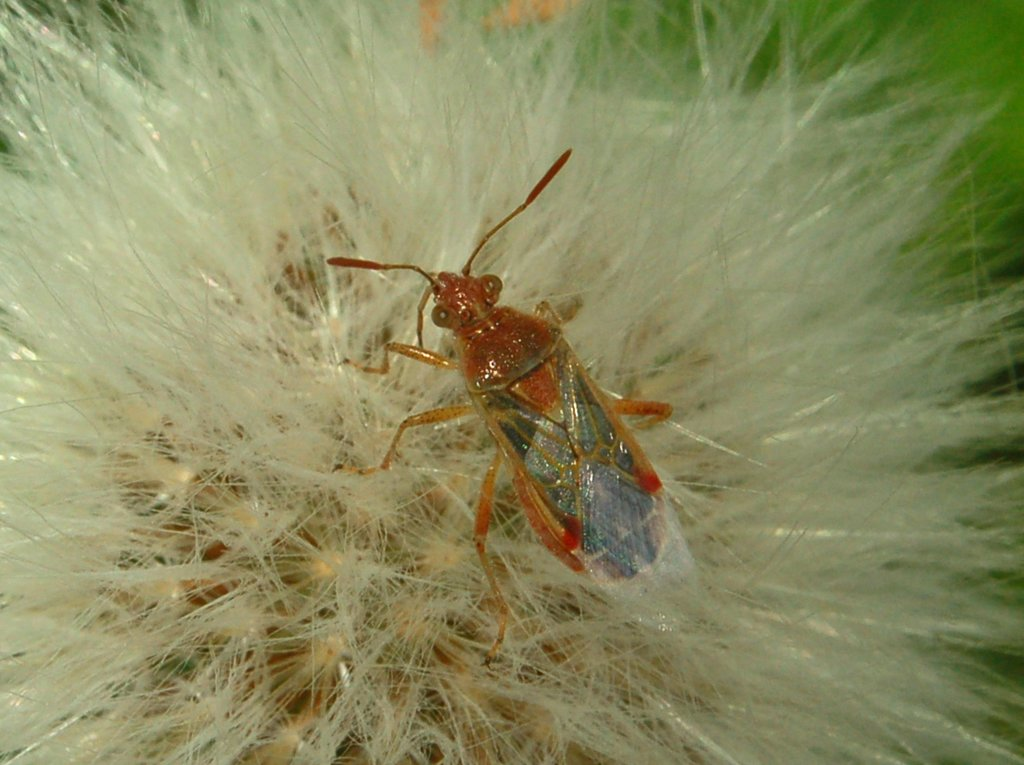
Liorhyssus hyalinus

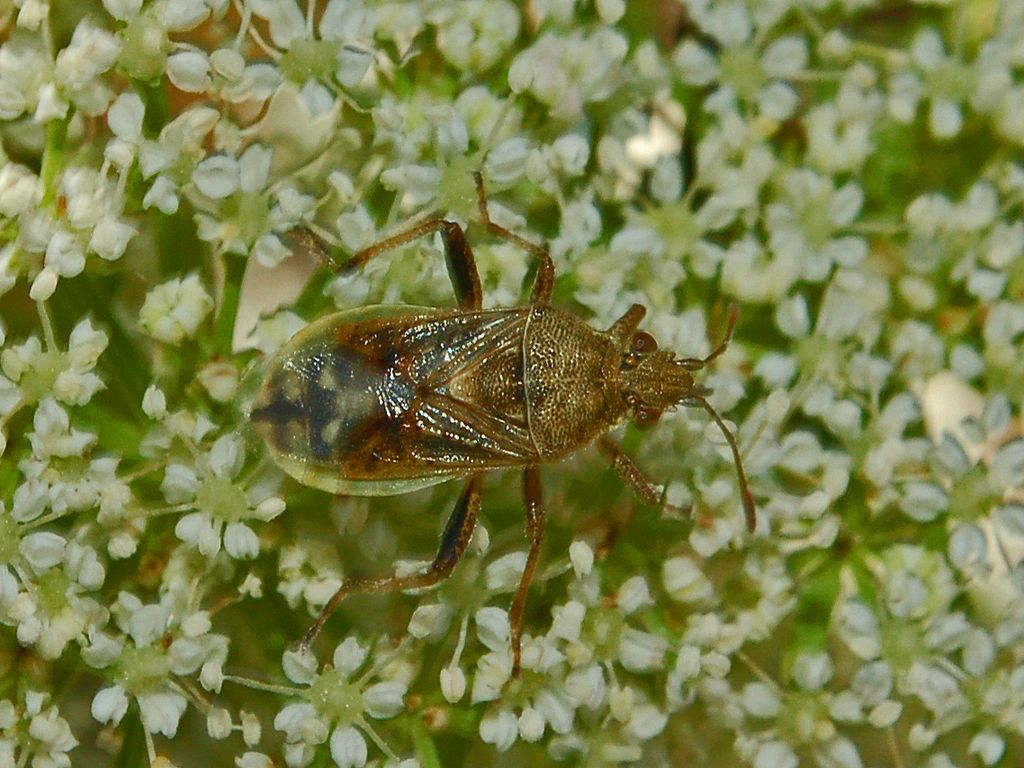
Rhopalus lepidus

Glasflügelwanzen (Rhopalidae) sind eine Familie der Wanzen (Heteroptera) innerhalb der Teilordnung Pentatomomorpha. Von ihnen sind mehr als 209 Arten in etwa 21 Gattungen bekannt. In Europa sind 33 Arten vertreten, von denen in Mitteleuropa 16 vorkommen. Bei vielen Arten ist das Corium der Hemielytren zwischen der Flügeläderung durchsichtig. Der deutschsprachige Trivialname Glasflügelwanzen deutet auf dieses Merkmal hin.

## Merkmale
Die Glasflügelwanzen werden 4 bis 15 Millimeter lang und haben einen meist kräftigen und langgestreckten Körper. Sie unterscheiden sich aber stark in Körperform und auch Farbe voneinander. Die meisten Vertreter sind matt bräunlich gefärbt und haben Ähnlichkeit mit Arten der Orsillinae (Familie: Bodenwanzen (Lygaeidae)), was häufig zu Verwechslungen führt. Die übrigen, meist größeren Arten ähneln in Körperform und der kräftig Körperfarbe Arten der Lygaeinae (Familie: Bodenwanzen), Feuerwanzen (Pyrrhocoridae) und Largidae.
Die Stirnplatte (Clypeus) der Kopfkapsel reicht über die Mandibeln hinaus. Es sind zwei Punktaugen (Ocelli) ausgebildet, die auf niedrigen sklerotisierten Tuberkeln sitzen. Die Fühler sind nie verbreitert und ihr erstes Glied ist basal eingeschnürt. Die Duftdrüsenöffnungen am Metathorax fehlen oder sind zurückgebildet. Die Familie hat deswegen im Englischen auch den Namen scentless (plant) bugs  („geruchlose (Pflanzen)wanzen“). Die Membranen der Hemielytren tragen zahlreiche Flügeladern. Am Hinterleib befinden sich die Trichobothrien entlang einer geraden Linie auf dem dritten und vierten Sternum mediolateral und am fünften bis sechsten Sternum lateral. Am siebten Sternum sind sie auf der Seite des Segments schräg angeordnet. Innere Laterotergite sind ausgebildet. Bei den Nymphen liegen die Duftdrüsenöffnungen am Hinterleib dorsal jeweils zwischen dem vierten bis sechsten Tergum. Zwischen dem vierten und fünften Tergum ist die Öffnung – anders als bei allen übrigen Wanzen – etwas nach vorne versetzt. Der Ovipositor der Weibchen ist plattenförmig, ihr siebtes Sternum ist ungeteilt. Die Spermathek der Männchen besteht aus einem runden Bulbus, kleiner Pumpe und einem langen, in der Regel aufgewickelten Ductus.
Bei der Unterfamilie Serinethinae sind die Duftdrüsenöffnungen am Hinterleib funktional, was vermutlich ein neotenisches Merkmal darstellt.

## Vorkommen
Die Glasflügelwanzen sind weltweit verbreitet. Einige Gruppen weisen jedoch ungewöhnliche Verbreitungsmuster auf. Die Tribus Niestreini umfasst drei Gattungen. ist mit zwei Gattungen in der westlichen Hemisphäre und einer Gattung in Südafrika und Indien verbreitet. Die sechs Gattungen umfassende Tribus Chorosomini ist mit drei Gattungen in der Paläarktis (eine davon auch in den Tropen der Alten Welt), einer Gattung in der Neotropis und einer endemischen Gattung auf Hawaii verbreitet. Eine weitere ihrer Gattungen, Boisea, umfasst zwei nearktische Arten, eine aus West- und Zentralafrika und eine aus dem Süden Indiens.

## Lebensweise
Die Glasflügelwanzen ernähren sich phytophag von verschiedenen krautigen und holzigen Pflanzen. Sie saugen an reifen und unreifen Samen und bevorzugen Rosiden und Asteriden. Keiner ihrer Vertreter zählt zu den relevanten Schädlingen in der Landwirtschaft. Boisea trivittata kann jedoch durch ihre großen Aggregationen, die auch zur Überwinterung in Häuser eindringen, zum Lästling werden. Die Arten der Rhopalinae saugen an einer größeren Bandbreite von Pflanzen, die Arten der Serinethinae findet man hingegen in der Regel an Seifenbaumgewächsen⋅(Sapindaceae).
Niesthrea louisianica wurde in der biologischen Schädlingsbekämpfung gegen die Samtpappel (Abutilon theophrasti) eingesetzt.
Eine bemerkenswerte evolutive Entwicklung ist von Jadera haematoloma aus den Vereinigten Staaten dokumentiert. Die Wanzenart saugt an drei Arten der Seifenbaumgewächse, Sapindus saponaria, Serjania brachycarpa und  Cardiospermum corindum, ist aber auch an weiteren drei durch den Menschen eingeschleppten Arten dieser Familie zu finden: Koelreuteria paniculata, Koelreuteria elegans und Cardiospermum halicacabum. Carroll & Boyd (1992) dokumentierten, dass man an diesen drei Pflanzenarten drei unterschiedliche Populationen der Wanzenart finden kann, die sich in der Länge ihres Rostrums unterscheiden. Populationen an Pflanzen mit großen Früchten und damit tief im Inneren liegenden Samen haben sehr lange Rostra, die an Pflanzen mit kleinen Früchten haben deutlich kürzere Rostra. Diese Differenzierung konnte sich jedoch nur in dem bemerkenswert kurzen Zeitraum von etwa 30 bis 50 Jahren vor der Beobachtung herausgebildet haben, da die Einschleppung der Nahrungspflanzen nur innerhalb dieser Periode stattfand. Es könnte sich auch um eine phänotypische Ausprägung handeln.

## Taxonomie und Systematik
Die Gruppe wurde erstmals durch Charles Jean Baptiste Amyot & Jean Guillaume Audinet Serville im Jahr 1843 mit dem Namen „Rhopalides“ als höhere Familie erstbeschrieben. Douglas und Scott nannten sie 1865 Corizidae, Mayr 1866 „Corizida“, mit welchen Namen man die Gruppe häufig in älterer Literatur findet. Häufig wurde sie als Unterfamilie der Randwanzen (Coreidae) betrachtet, insbesondere seit den Arbeiten von Chopra (1967) und Göllner-Scheiding (1983) gilt die Klassifikation im Familienrang jedoch als gefestigt. Nach letzteren beiden Arbeiten, der Schuh & Slater (1995) folgen, wird die Familie in folgende Unterfamilien und Tribus unterteilt:
- Unterfamilie Rhopalinae (weltweit, vor allem Paläarktis)[4]
  - Tribus Niesthreini
  - Tribus Rhopalini
  - Tribus Chorosomini
  - Tribus Harmostini
  - Tribus Maccevethini
  - Tribus Corizomorphini
- Unterfamilie Serinethinae (3 Gattungen; weltweit, vor allem Tropen)[4][5]
  -     - Gattung Leptocoris (ca. 30 Arten; vor allem Afrika)[5]
    - Gattung Jadera (ca. 17 Arten; Tropen und Subtropen der Neuen Welt)[5]
    - Gattung Boisea (4 Arten; Nearktis, Afrika und Südindien)[5]

## Arten in Europa
In Europa treten folgende Arten auf:
- Agraphopus lethierryi Stål, 1872
- Agraphopus suturalis Reuter, 1900
- Brachycarenus tigrinus (Schilling, 1829)
- Chorosoma gracile Josifov, 1968
- Chorosoma schillingii (Schilling, 1829)
- Corizus fenestella Horvath, 1917
- Zimtwanze (Corizus hyoscyami) (Linnaeus, 1758)
- Leptoceraea femoralis (Horvath, 1897)
- Leptoceraea viridis Jakovlev, 1873
- Liorhyssus hyalinus (Fabricius, 1794)
- Maccevethus caucasicus (Kolenati, 1845)
- Maccevethus corsicus Signoret, 1862
- Maccevethus errans (Fabricius, 1794)
- Myrmus calcaratus Reuter, 1891
- Myrmus miriformis (Fallen, 1807)
- Rhopalus conspersus (Fieber, 1837)
- Rhopalus distinctus (Signoret, 1859)
- Rhopalus lepidus Fieber, 1861
- Rhopalus maculatus (Fieber, 1837)
- Rhopalus parumpunctatus Schilling, 1829
- Rhopalus rufus Schilling, 1829
- Rhopalus subrufus (Gmelin, 1790)
- Stictopleurus abutilon (Rossi, 1790)
- Stictopleurus crassicornis (Linnaeus, 1758)
- Stictopleurus pictus (Fieber, 1861)
- Stictopleurus punctatonervosus (Goeze, 1778)
- Stictopleurus ribauti Vidal, 1952
- Stictopleurus ribesi Gollner-Scheiding, 1975
- Stictopleurus sericeus (Horvath, 1896)
- Stictopleurus subtomentosus (Rey, 1888)
- Stictopleurus synavei Gollner-Scheiding, 1975
- Stictopleurus unicolor (Jakovlev, 1873)
- Stictopleurus viridicatus (Uhler, 1872)

## Weitere Arten
- Boisea rubrolineata (Barber, 1956)
- Boisea trivittata (Say, 1825)
- Harmostes dorsalis Burmeister, 1835
- Jadera antica (Walker, 1872)
- Jadera coturnix (Burmeister, 1835)
- Jadera haematoloma (Herrich-Schaeffer, 1847)
- Jadera hinnulea (Göllner-Scheiding, 1979)
- Niesthrea louisianica Sailer, 1961

## Belege